# Castillo viejo de la Marca
El Castillo Viejo o Castellví de la Marca se alza 468 metros sobre un cerro enriscado en uno de los contrafuertes orientales de la sierra del Montmell, debajo del cual están las Casas Nuevas de la Riera formando parte del ayuntamiento de Castellví de la Marca. Toma el nombre de Castellot y desde él se divisa una extensa panorámica de la llanura baja del Panadés.
Su situación fue estratégicamente inigualable, porque controlaba la frontera castellera entre los musulmanes establecidos en las tierras tarraconenses y hacía de enlace con la marca castellera del Gaià a través de los castillos de Marmellar y de Montmell. Por otro lado, el castillo está conectado con los de Mediona, Font-rubí, Pontons, Torrelles y Sant Martí de Sarroca por la cordillera más interior, y con los de Gelida, Subirats y Olèrdola en la más cercana a la costa. A su pie se fueron edificando los castillos de la llanura como fueron el de Banyeres, Llorenç, Santa Oliva, La Bisbal y Calafell, entre otros.

## Historia
Este castillo fue el centro, junto con el Castillo Viejo de Rosanes, de uno de los linajes feudales más importantes de la marca del Panadés, los Castellvell. Se menciona por primera vez el año 977 en que fue vendido por el conde Borrell de Barcelona a Unifred y posteriormente, en 990, con motivo de una venta de los hermanos Calabuig y Guazamir (o Guadamía) a Senfred. Sin embargo el 1023, el castillo era de los condes de Barcelona Berenguer Ramón I y su esposa Sancha que lo vendieron a Guillermo I de Castellvell, poseedor de Castellvell de Rosanes y señor del castillo de la Guardia de Montserrat. La existencia de estos dos castillos dentro de una misma baronía, y con una misma denominación, lleva a confusión en algunos casos sobre cuál es cuál en la documentación relacionada con ellos. Con todo, parece ser que lo que aparece a menudo como «Castro vetula» es el de Castellví de la Marca.
El año 1213 la denominación de este castillo aún mantenía la palabra «extremo» bajo la forma de "Castri Veteri Extremerii» aunque posteriormente también llega a ser conocido como Castellvell del Panadés (1221). Durante este siglo XIII las preferencias de la familia Castellvell se centraron en torno al Castellví de la Marca, fijando Guillema de Castellvell su residencia en él. Guillema se casó en primeras nupcias con Guillermo Ramón I de Montcada, en 1228, por lo que la baronía de Castellvell pasó a depender de la casa de los Montcada a través de su hijo Guillem de Montcada, vizconde de Bearn. Durante tres generaciones perteneció a los Montcada hasta que se extinguió con otra Guillema de Montcada en 1309 pasando a su sobrino Gascó de Armañac vizconde de Fesensaguet y unos años después a los condes de Foix.
Martín el Humano mostró interés en que este castillo y su término pasara a depender de Barcelona dando órdenes al veguer de Barcelona y del Vallés (1399) que pusiera a subasta el castillo y su jurisdicción proponiendo a los consejeros de Barcelona que accedieran a efectuar la compra. Castillo y baronía habían sido incautados a los Foix pasando a depender de la Corona de Aragón. Las últimas noticias documentales del castillo datan de 1481 cuando el rey Fernando «el Católico» ordenó al veguer de Vilafranca que restituyera a la princesa de Viana, tutora del rey de Navarra, la baronía de Castellví de la Marca. La baronía pasó a los Zúñiga (1549) y luego a Fajardo (1618). En 1856 pasó a Cavero, condes de Sobradiel, siendo el último señor jurisdiccional Francisco de Borja Álvarez de Toledo y Osorio. El castillo, sin embargo, ya mucho antes quedó abandonado hasta quedar los restos que hoy podemos ver de pie.

## San Miguel del Castillo de Castellvell
La capilla de San Miguel del castillo de Castellvell está situada a raíz del risco, junto a la torre del castillo. La documentación más antigua data del siglo XI pero es posible que el origen deba situarse antes, en el siglo X como el propio castillo. La capilla se abandonó como la fortaleza, es decir, el siglo XIII.